# 希爾拉茨山
47°31′48″N 13°37′48″E / 47.53000°N 13.63000°E

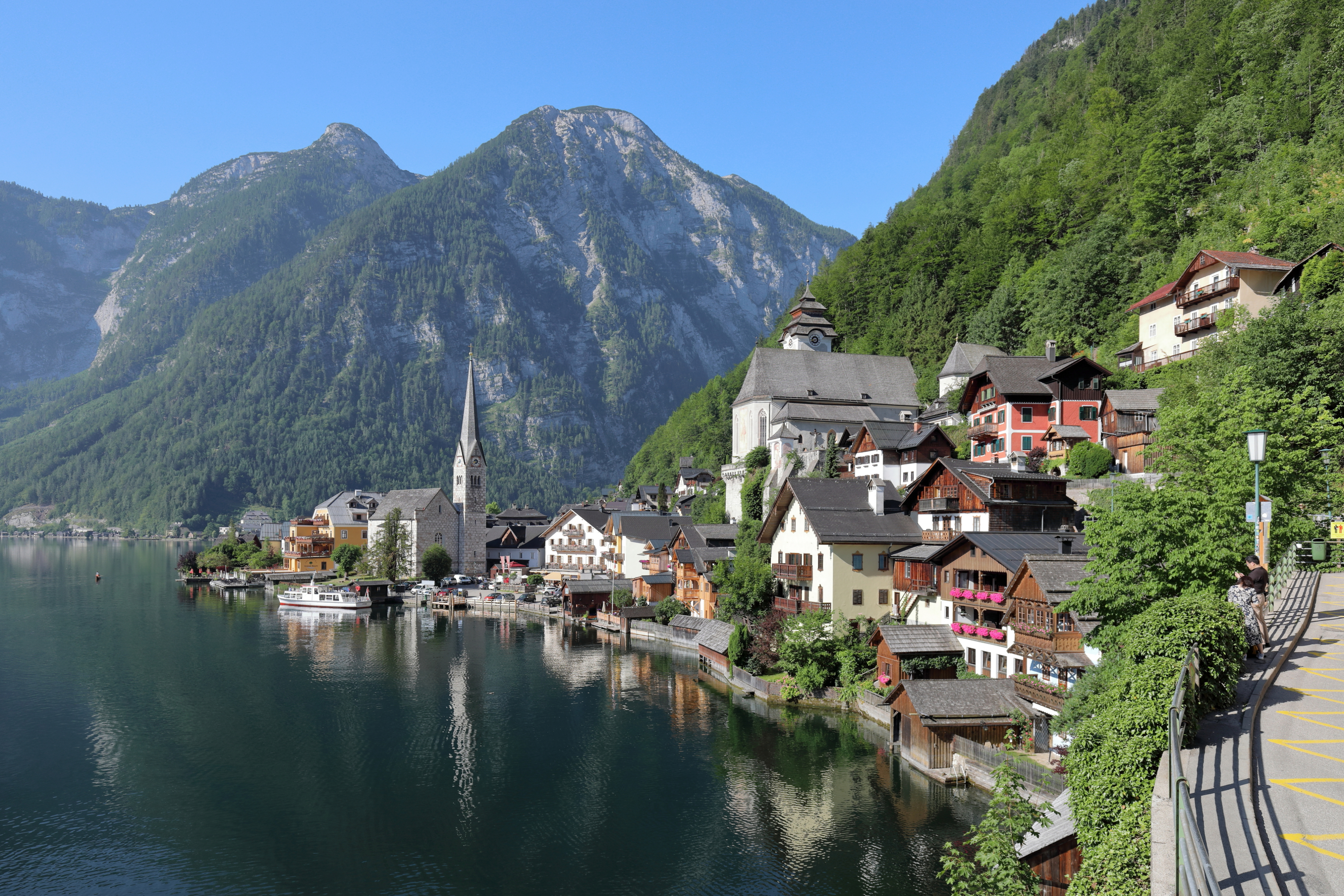

希爾拉茨山（德語：Hirlatz），是奧地利的山峰，位於該國中部，由上奧地利州負責管轄，屬於达赫施泰因山脉的一部分，海拔高度1,985米，山體由石炭岩組成。